# محمد باشا الصوفي الرازغرادي
محمد باشا الصوفي الرازغرادي ‏ ( في رازغراد - 1626 ) سياسي عثماني شغل منصب والي مصر منذ 1611 حتى 1615.